# یایست
یایست (به آلمانی: Juist) یک شهر و جزیره در آلمان است که در آوریش واقع شده‌است.

## خصوصیات
یایست ۱٬۷۸۶ نفر جمعیت دارد.